# Necmi Perekli
Necmi Perekli (* 1. Januar 1948 in Trabzon) ist ein ehemaliger türkischer Fußballspieler.

## Karriere
Necmi Perekli spielte in den späten 1970er-Jahren für Trabzonspor, dort schaffte er es als erster Spieler der Vereinsgeschichte Trabzonspors Torschützenkönig zu werden (Saison 1976/77). Insgesamt absolvierte er damals 22 Spiele und machte 18 Tore. Mit diesen Toren sicherte er Trabzonspor die Verteidigung der türkischen Meisterschaft, die sie eine Saison zuvor errungen hatten.
Vor seiner Zeit in Trabzon spielte Perekli für: Giresunspor (1972–1973), Beşiktaş Istanbul (1973–1974) und Altay İzmir (1974–1975). Für die Türkei spielte Perekli dreimal.
Zurzeit ist er Kolumnist der Sportzeitung Fanatik.

## Erfolge
Trabzonspor
- Türkischer Fußballmeister: 1976, 1977
- Türkischer-Fußballpokal-Sieger: 1977
- Torschützenkönig der Süper Lig: 1977